# Ibn Quzman
Muhammad ibn Abd al-Malik ibn Quzman, (în arabă: محمد بن عبد الملك بن قزمان) (1078 - 1160) a fost un poet arab din Al-Andalus, care a trăit cea mai mare parte a vieții la Córdoba.
A scris o poezie cultă în formă populară, pe motivele tradiționale ale literaturii arabe, laude aduse magnaților și poezie erotică sau a freamătului vieții cotidiene.
A fost inițiator al poeziei strofice andaluze (zagial), cu influențe asupra întregii poezii romantice medievale.
1. ↑  Muḥammad ibn ʿĪsā ibn ´Abd al-Malik Ibn Quzmān, Autoritatea BnF
2. 1 2  Autoritatea BnF, accesat în 10 octombrie 2015